# Vitarosa Zorza
Maria Rosa Zorza, en religion sœur Vitarosa, née le 9 octobre 1943 à Bergame en Italie, morte le 28 mai 1995 à Kikwit en République démocratique du Congo, est une religieuse et infirmière italienne. 
« Martyre de la charité » en contractant la maladie Ebola auprès de ceux qu'elle soignait, elle est reconnue vénérable par le pape François en 2021.

## Biographie
Maria Rosa Zorza naît le 9 octobre 1943 à Bergame en Italie,. Elle est la fille d'un ouvrier agricole, et déménage souvent avec sa famille dans les lieux successifs où il est amené à travailler.
Ayant ressenti la vocation religieuse, Maria Rosa Zorza entre à 23 ans chez les sœurs des pauvres à Bergame. Devenue sœur Vitarosa Zorza, elle part pour l'Afrique en 1981, et se consacre aux enfants, aux malades, aux détenus.
Lorsqu'en 1995 les religieuses de Kikwit sont confrontées à une maladie grave inconnue, elle obtient l'autorisation de la supérieure provinciale de les rejoindre pour les aider. Elle s'y rend le 2 mai pour aider à la lutte contre la maladie qui se révèle être la maladie à virus Ebola. Les sœurs qu'elle rejoint sont victimes de l'épidémie ; elle l'attrape elle-même auprès des malades qu'elle soigne et en meurt le 28 mai 1995,,.

## Procédure en béatification
La procédure pour la béatification éventuelle de Vitarosa Zorza est ouverte en 2013 au niveau du diocèse de Kikwit et reçoit la même année l'avis du Saint-Siège indiquant que rien ne s'oppose à cette enquête. Une autre enquête diocésaine est ouverte dans le diocèse de Bergame. Les enquêtes diocésaines sont closes en 2014. Le dossier est transmis à Rome auprès de la Congrégation pour les causes des saints. 
La Positio sur ses vertus est terminée le 8 juin 2018 et examinée le même mois par la commission théologique.
Le pape François approuve le 17 mars 2021 la reconnaissance de l'héroïcité de ses vertus et la reconnaît ainsi vénérable,,. Elle est fêtée localement le 28 mai.